# Tauramena
Tauramena – miasto w Kolumbii, w departamencie Casanare.